# Horst Weber (Physiker)
Horst Weber (* 28. März 1935 in Berlin) ist ein deutscher Physiker und emeritierter Hochschullehrer.  Sein Spezialgebiet ist die Laserphysik mit den Schwerpunkten  Hochleistungs-Festkörperlaser und Laser-Resonatoren.
Weber studierte an der TH Berlin, wo er 1961 sein Diplom machte. Kurz nach der ersten Demonstration eines Lasers 1960 durch Theodore Maiman baute Weber am Physikalischen Institut der TU Berlin 1961/62 als Doktorand bei Hans Boersch gemeinsam mit Gerd Herziger in Laborversuchen die ersten eigenen funktionstüchtigen Gas- und Festkörperlaser nach. Neben den Forschern der Arbeitsgruppe von Dieter Röß bei der Firma Siemens gehörten er und Herziger damit zu den ersten deutschen Physikern, die auf dem Gebiet der Laserphysik zu forschen begannen. Mit ihrer Arbeit am Physikalischen Institut von Boersch legten er und Herziger den Grundstein für eine damals in Deutschland führende Laser-Forschungsgruppe. Nach der Promotion 1965 war er ab 1965 Dozent an der TH Berlin. Er wechselte 1969 mit Herziger zur Universität Bern, wo er von 1969 bis 1975 außerordentlicher Professor war. 1975 bis 1987 war er ordentlicher Professor an der Universität Kaiserslautern. Von 1987 bis zu seinem Eintritt in den Ruhestand 2003 war er an der TU Berlin ordentlicher Professor für Angewandte Laser-Physik und Leiter des Instituts für Festkörperlaser. Er war Geschäftsführer der Laser- und Medizintechnologie Berlin GmbH.
1968 erhielt er den Karl-Scheel-Preis (mit Gerd Herziger) für die Messung der Bandbreite gepulster Laser.
Mit Herziger schrieb er 1972 ein bekanntes einführendes Lehrbuch für Laser.

## Schriften
- mit Gerd Herziger: Der Laser - Grundlagen und Anwendungen, Physik-Verlag, Weinheim 1972
- Laser – eine revolutionäre Erfindung und ihre Anwendung, C. H. Beck Verlag, München, Becksche Reihe, 1998, ISBN 3406432905 (populärwissenschaftlich)
- Optik - Einführung, in Bergmann, Schaefer Lehrbuch der Experimentalphysik, Band 3 Optik, De Gruyter 2004
- mit Norman Hodgson: Laser resonators and beam propagation – fundamentals, advanced concepts and applications, Springer 2005
- mit Alexis Kudryashov: Laser resonators: novel design and developments, SPIE Optical Engineering Press 1999
- mit Hans Joachim Eichler, Reinhart Poprawe, Wolfgang Schulz (Herausgeber): Landolt-Börnstein – Numerical Data and Functional Relationships in Science and Technology, New Series, Gruppe 8, Band 1B, Teil 1, 2, Laser Physics - Fundamentals, in zwei Teilen, Springer 2007, 2008